# Curt Siwers
Curt August Siwers, född 30 maj 1900 i Stockholm, död 13 november 1982 i Handen, var en svensk skådespelare.

## Filmografi
- 1942 – I gult och blått – Vicke, Landéns kamrat
- 1943 – Det brinner en eld – servitör på Lemmerings supé
- 1943 – Hans Majestäts rival – hovman